# Сізар Ромеро
Сізар Роберт Ромеро (англ. Cesar Robert Romero; 15 лютого 1907, Нью-Йорк — 1 січня 1994, Лос-Анджелес, Каліфорнія) — американський актор.

## Біографія
Син кубинських іммігрантів. Його мати була співачкою. Ромеро є онуком кубинського лідера і поета Хосе Марті.
Його професійна кар'єра тривала шість десятиліть. Він починав як танцюрист, перш ніж потрапити до театру. Зробив дебют у кіно у 1933 році й знявся більш ніж у 100 фільмах. Високий, чорнявий і красивий, він був архетипом «латиноамериканського коханця». У 1940 році він зіграв головну роль Cisco Kid у серії художніх фільмів.
Популярність йому принесла роль лиходія Джокера у телесеріалі «Бетмен» у 60-х роках. В останні роки він знявся у телесеріалі Falcon Crest, де грав Пітера Ставроса, чоловіка головної героїні Анжели Ченнінг.
Ромеро помер у перший день Нового 1994 року від бронхіту і пневмонії. Його тіло було піддано кремації, а прах похований в Інглвуд-Парку в Інглвуді, штат Каліфорнія.
Ромеро, який був переконаним холостяком, ніколи не був одружений. Він підтримував Республіканську партію.

## Фільмографія
- 1934: Тонка людина / The Thin Man — Кріс Йоргенсен
- 1935: Ніякого милосердя! /
- 1935: Диявол — це жінка / The Devil is a Woman — Антоніо Гальван
- 1937: Крихітка Віллі Вінкі / Wee Willie Winkie — Хода-хан
- 1938: Моя щаслива зірка